# Cratera Zumba
A cratera Zumba é uma cratera bastante jovem no quadrângulo de Phoenicis Lacus em Marte, localizada a 28.68 S e 133.18 W.  Ela possui apenas 3.3 km em diâmetro e recebeu o nome de uma cidade no Equador.
Zumba possui uma profundidade de aproximadamente 620 metros, e sua borda se eleva a aproximadamente 200 metros acima das planícies magmáticas de Daedalia Planum. Zumba é 25% mais profunda do que uma cratera marciana do mesmo tamanho, isso sugere que esta se trata de uma cratera bastante jovem.
A pouca idade de Zumba faz dela um perfeito exemplo de cratera simples. Em Marte, uma cratera simples geralmente possui um diâmetro de menos que 6-9 km  com um formato de arco cônico, poucos deslizamentos nas paredes, e a absencia de uma formação central bem desenvolvida, como um pico central. 
Zumba é de especial interesse para os cientistas, porque ela possui características interessantes que típicamente estão soterradas ou erodidas em crateras marcianas mais antigas, e até mesmo nas crateras terrestres mais jovens, como a cratera do Meteoro no Arizona. Essas formações recentemente reconhecidas e bem preservadas observadas na escala do HiRISE podem revelar novos aspectos do processo de impacto. 
Um depósito esburacado dando a Zumba a aparência de que ela possui um leito relativamente achatado apesar dos buracos é especialmente interessante. Esses depósitos preenchendo a cratera são tipicamente compostos de rochas leves ou fragmentos bastante desgastadas e derretimentos resultantes do impacto ocasionados pelas altas temperaturas do evento do impacto. Os buracos nos depósitos de preenchimentos da cratera não tem sido observados em crateras lunares ou terrestres. Eles são exclusivos de depósitos de preenchimentos da cratera apenas nas crateras marcianas mais jovens e bem preservadas.
Esses buracos podem ser resultantes da interação dos depósitos de preenchimentos da cratera quente com água e gelo de água que pode ter estado presente pouco abaixo da superfície anterior ao impacto. Ainda não há certeza de se esses buracos se formam explosivamente (similar às crateras/depressões vulcânicas formadas da interação da lava com depósitos/sedimentos úmidos), ou pelo colapso da drenagem dos derretimentos do impacto ou voláteis. Tendo em vista que os depósitos esburacados ocorrem apenas nas crateras mais jovens e bem preservadas sugere-se que eles estão provavelmente relacionados ao processo do impacto.